# Leptobrachium
Leptobrachium – rodzaj płazów bezogonowych z podrodziny Leptobrachiinae w rodzinie Megophryidae.

## Zasięg występowania
Rodzaj obejmuje gatunki występujące od południowych Chin i Indii do wysp Archipelagu Sundajskiego i Filipin.

## Systematyka

### Etymologia
- Leptobrachium (Septobrachium): gr. λεπτος leptos „delikatny, drobny”[7]; βραχιων brakhiōn, βραχιoνoς brakhionos „górna część ramienia”[8].
- Nireus: Theobald nie wyjaśnił etymologii nazwy rodzajowej[4], być może od Nireusa (gr. Νιρευς Nireus), w mitologii greckiej syna króla Charopusa i Aglai, króla wyspy Syme i jednego z przywódców Achajów w wojnie trojańskiej[9].
- Vibrissaphora: łac. vibrissa „włosy na nozdrzach, wibrysy”, od vibro „trząść, potrząsać”[10]; gr. -φορος -phoros „noszenie”, od φερω pherō „nosić”[11]. Gatunek typowy: Vibrissaphora boringii Liu, 1945.

### Podział systematyczny
Do rodzaju należą następujące gatunki:

- Leptobrachium abbotti (Cochran, 1926)
- Leptobrachium ailaonicum (Yang, Chen & Ma, 1983)
- Leptobrachium banae Lathrop, Murphy, Orlov & Ho, 1998
- Leptobrachium bompu Sondhi & Ohler, 2011
- Leptobrachium boringii (Liu, 1945)
- Leptobrachium buchardi Ohler, Teynié & David, 2004
- Leptobrachium chapaense (Bourret, 1937)
- Leptobrachium guangxiense Fei, Mo, Ye & Jiang, 2009
- Leptobrachium gunungense Malkmus, 1996
- Leptobrachium hainanense Ye & Fei, 1993
- Leptobrachium hasseltii Tschudi, 1838
- Leptobrachium hendricksoni Taylor, 1962
- Leptobrachium huashen Fei & Ye, 2005
- Leptobrachium ingeri Hamidy, Matsui, Nishikawa & Belabut, 2012
- Leptobrachium kanowitense Hamidy, Matsui, Nishikawa & Belabut, 2012
- Leptobrachium kantonishikawai Hamidy & Matsui, 2014
- Leptobrachium leishanense (Liu & Hu, 1973)
- Leptobrachium leucops Stuart, Rowley, Tran, Le & Hoang, 2011
- Leptobrachium liui (Pope, 1947)
- Leptobrachium lumadorum Brown, Siler, Diesmos & Alcala, 2010
- Leptobrachium lunatum Stuart, Som, Neang, Hoang, Le, Dau, Potter & Rowley, 2020
- Leptobrachium mangyanorum Brown, Siler, Diesmos & Alcala, 2010
- Leptobrachium masatakasatoi Matsui, 2013
- Leptobrachium montanum Fischer, 1885
- Leptobrachium mouhoti Stuart, Sok & Neang, 2006
- Leptobrachium ngoclinhense (Orlov, 2005)
- Leptobrachium nigrops Berry & Hendrickson, 1963
- Leptobrachium promustache (Rao, Wilkinson & Zhang, 2006)
- Leptobrachium pullum (Smith, 1921)
- Leptobrachium rakhinense Wogan, 2012
- Leptobrachium smithi Matsui, Nabhitabhata & Panha, 1999
- Leptobrachium sylheticum Al-Razi, Maria & Poyarkov, 2021
- Leptobrachium tagbanorum Brown, Siler, Diesmos & Alcala, 2010
- Leptobrachium tenasserimense Pawangkhanant, Poyarkov, Duong, Naiduangchan & Suwannapoom, 2018
- Leptobrachium tengchongense Yang, Wang & Chan, 2016
- Leptobrachium waysepuntiense Hamidy & Matsui, 2010
- Leptobrachium xanthops Stuart, Phimmachak, Seateun & Sivongxay, 2012
- Leptobrachium xanthospilum Lathrop, Murphy, Orlov & Ho, 1998